# The Red Wheel-Barrow
The Red Wheel-Barrow(붉은 손수레에)는 윌리엄 카를로스 윌리엄스의 대표시이다.

## 원문
so much depends
upon

a red wheel
barrow

glazed with rain
water

beside the white
chickens.

## 해석
윌리엄스 자신은 이 작품에 대하여 “단지 단편이지만 리듬은 어떤 막을 수 없는 고양된 감정을 나타낸다”고 말하여 비에 젖은 손수레가 제시해주는 선명한 이미지에서 어떤 고양된 감정을 느끼고 그것을 표현했다고 한다. 윌리엄스는 위대한 주제를 가볍게 생각하고 어떤 주제이든 올바로 파악한다면, 그 특별한 기호를 보여줄 수 있다는 것을 이 작품에서 분명히 한다. 각 행은 다른 행이 그것을 완성하도록 미결상태로 있고, 작품전체는 모든 것들이 붉은 외바퀴 손수레에 의존하고 있음을 보여준다. 이 작품에는 소우주가 암시되고 있으므로 작품 속에 있는 모든 것들뿐만 아니라 이 세상에 있는 모든 것들이 붉은 외바퀴 손수레에 의존하고 있음을 보여준다. 윌리엄스는 "우리만이 살고 있는 영원한 순간을 세련되게 하고, 명료하게 하고, 강화하기 위하여 단 하나의 힘 즉 상상력을 사용할 수밖에 다른 방법이 없다"고 말한다.
시인의 감정을 전혀 개입시키지 않고, 객관적인 사물만을 객관적으로 묘사하고 있다. 작품의 내용도 지극히 단순하다. 마당 한편에 손수레가 놓여 있고 비가 내리는 가운데 그 손수레 옆에서 하얀 병아리들이 놀고 있다. 하얀 병아리들 옆에 있는 비에 젖은 붉은 손수레는 시각적인 선명한 이미지를 제시한다. 따라서 이 작품은 고즈넉한 시골 마당의 한 광경을 묘사한 사상파 시이다. 그 손수레에 “너무 많이” 달려 있다. 이 작품의 요체는 “너무 많이”가 무엇을 지칭하는 가인데 일차적인 의미로는 손수레에 많은 짐이 실려 있는 것으로 볼 수 있다. 그러나 이 작품의 의미가 그렇게 단순하지 않다. 손수레는 인간이 작업을 하기 위하여 사용하는 도구이므로 여기서 시인은 그 손수레에 의존하는 인간의 노역까지 생각하여 “너무 많이”라고 말한 것으로 보아야 한다. 또한 손수레는 보통 바퀴가 하나 있고 손잡이가 두개 있는 형태인 것을 생각해보면, 지금은 세워져 있지만 사용할 때에는 균형을 유지하기가 쉽지 않다는 생각이 든다. 그러한 것에 “너무 많이” 의존하고 있다는 것은 인간의 삶의 위태로움과 균형유지가 필요함을 강조하기도 한다.
여기서는 첫 행에 나오는 동사 “달려 있다”의 주어를 “너무 많이”로 보았는데 다른 한편으로는 주어가 없는 것으로 볼 수 있다. 주어가 없는 것으로 보든 또는 여기에서 해석한 것처럼 “너무 많이”를 주어로 보든 그것이 추상적인 무엇을 가리킨다는 점에서 의미상 큰 차이는 없다. 인간의 노역과 그 옆에 아무 걱정도 근심도 없는 병아리의 모습이 명확히 대조되는데 공통점은 그들이 모두 빗물에 젖어 있다는 점이다. 병아리가 하얀 색인 것은 그 병아리가 세속의 때가 전혀 묻지 않았음을 암시하기도 한다.
이 작품의 형식상의 특이한 점은 각 행의 첫 글자가 소문자로 시작하는데 이는 주변의 다른 문자들에 비해 부각되는 대 문자로 시작하지 않는 다는 점에서 윌리엄스의 평등사상을 엿볼 수 있는 부분이다. 즉 우주 만물은 다 똑같이 평등하다는 것이다. 이 기법은 기존의 시 작법에 대한 도전이기도 하다.
또한 단어 하나하나를 자세히 들여다보면 그 배열이 대단히 의도적임을 알 수 있다. 각 연의 단어 수는 3-1, 3-1, 3-1, 3-1로 시 공간 내에서 대칭구도를 형성하며, 시의 형식은 시각적으로나 공간적으로 상호의존적 디테일들로 배열된다. 즉, 2연 이하에서 각 연은 wheel-barrow, rain-water, white-chickens로 디테일 하나하나가 독립적으로 존재한다.